# Gipuzkoa Klasika
La Gipuzkoa Klasika est une course cycliste espagnole qui se déroule au printemps au Guipuscoa, dans la Communauté autonome du Pays basque. Créée en 1995, elle est organisée par la Fédération du Guipuscoa de cyclisme. Seuls les cyclistes juniors (moins de 19 ans) peuvent y participer,.
Anciennement disputée sur un jour, elle devient une épreuve par étapes en 2022. Elle fait également partie du calendrier international de l'UCI depuis 2019. Des cyclistes réputés comme Alejandro Valverde, Jesús Herrada, Carlos Rodríguez ou Juan Ayuso s'y sont imposés avant de passer professionnel. 

## Palmarès
| Année | Vainqueur                    | Deuxième                 | Troisième                |
| ----- | ---------------------------- | ------------------------ | ------------------------ |
| 1995  | José Luis Martínez Fernández | Iban Mayo                | Jon Cuartero             |
| 1996  | Mikel Róldan                 | Josu Zabalbeaskoa        | Miguel Martínez Giráldez |
| 1997  | Alejandro Valverde           | Benjamín Noval           | Roman Luhovyy            |
| 1998  | Ruben González Doroteo       | Koldo Fernández          | Julen Urbano             |
| 1999  | Jonathan González Ríos       | Miguel Pascual           | Ángel García de Castro   |
| 2000  | Antonio Olmo                 | Ismael Cortés            | Ángel García de Castro   |
| 2001  | Gonzalo Sandias              | Iván Melero              | Óscar García-Casarrubios |
| 2002  | Asier Mujika                 | Iban Iriondo             | Iñaki Anzizar            |
| 2003  | Julen Goikoetxea (en)        | Jesús López              | Francisco Javier Iruela  |
| 2004  | David Abal                   | Iban González            | Egoitz García            |
| 2005  | Borja Ramos                  | Rafael Serrano           | Julien Berreterot        |
| 2006  | Francisco García Nicolás     | José Carlos Lara         | José Manuel Gutiérrez    |
| 2007  | Román Osuna                  | Francisco García Nicolás | Jon Aberasturi           |
| 2008  | Jesús Herrada                | Miguel Ángel Lucena      | Mickaël Queiroz          |
| 2009  | Haritz Orbe                  | Pedro García             | Carlos Antón Jiménez     |
| 2010  | Mario González Salas         | Carlos Antón Jiménez     | Jesús Alberto Rubio      |
| 2011  | Mikel Aristi                 | Grant Ferguson           | Asier Unanue             |
| 2012  | David Casillas               | Óscar González del Campo | Miguel Ángel Aguilera    |
| 2013, | Xabier San Sebastián         | Álvaro Cuadros           | Cristian Torres          |
| 2014  | Fernando Barceló             | Juan Pedro López         | Gabriel Pons             |
| 2015  | Pablo Alonso                 | Unai Orbea               | Joan Bou                 |
| 2016  | Arturo Grávalos              | Eduardo Pérez-Landaluce  | Oier Lazkano             |
| 2017  | Unai Iribar                  | Hugo Sampedro            | Carlos García Pierna     |
| 2018  | Afonso Silva                 | Josu Etxeberria          | Iñaki Díaz               |
| 2019  | Carlos Rodríguez             | Iñaki Díaz               | Juan Ayuso               |
| 2020  | Juan Ayuso                   | Pablo Carrascosa         | Enekoitz Azparren        |
| 2021  | António Morgado              | Bart Hordijk             | Paulo Pantoja            |
| 2022  | Menno Huising                | António Morgado          | Vlad Van Mechelen        |
| 2023  | Matthew Cole                 | Alex Beldon              | Tomos Pattinson          |
| 2024  | Baptiste Grégoire            | Marco Martín             | Jurgen Zomermaand        |
| 2025  | Daan Dijkman                 | Harrison Dainty          | Ben Morin                |